# 斯托克頓大學
斯托克頓大學（Stockton University）是位於美國新澤西州加洛韋的一所公立大學，創立於1969年，1971年開學。該學院在2015年《美國新聞與世界報道》的北部地區大學排名中列在第53位。 其名是為了紀念18世紀美國獨立宣言簽署人之一的理查德·斯托克頓。

## 外部連結
- 官方网站
- Official athletics website （页面存档备份，存于）

39°29′25″N 74°32′21″W / 39.4903°N 74.5392°W